# Edem Tengue
Kokou Edem Tengue, est un homme politique, né le 24 septembre 1980 à Lomé. Il est dirigeant d'entreprise, économiste et expert comptable togolais.
Le 1er octobre 2020, il est nommé ministre de l'Économie maritime, de la Pêche et de la Protection côtière dans le gouvernement Victoire Tomegah Dogbé1
Il quitte le Ministère de l'économie maritime le 20 aout 2024 pour devenir Ministre à la présidence de la République.

## Biographie

### Jeunesse et formation
Edem Tengue est le fils de Kokou Frederic Tengue, responsable du centre de formation bancaire du Togo de 1986 à 2004, et de Danhoui Amegnihoue, fonctionnaire au ministère de l'Éducation nationale du Togo.[réf. nécessaire]
Diplômé de Sciences Po Paris, de l'université de Leicester et de l'université de Birmingham, il rejoint à Copenhague le programme de formation du groupe Maersk de 2003 jusqu'en 2005. Il obtient également le MBA de l'Imperial College London.
De 2005 à 2007, il est affecté comme assistant au directeur financier du bureau régional du groupe qui couvre toute la Scandinavie et les États Baltes. Il est alors basé à Göteborg en Suède.
Il rentre au Togo comme directeur financier des trois sociétés du groupe que sont Maersk Togo S.A., Damco Togo S.A. et Lomé Terminal service que le groupe Maersk avait créé dans le but de soumissionner à la privatisation des activités de manutention au port de Lomé. Il est nommé directeur commercial puis directeur général de la filiale togolaise du conglomérat danois Maersk.
Il est élu président de l'association des sociétés de navigation maritime du Togo.

### Carrière politique
Il est élu dans la circonscription électorale du Haho à l’assemblée nationale togolaise sous les couleurs du parti UNIR lors des élections législatives de 2018. Il renonce cependant à y siéger après trois mois.
Le 1er octobre 2020, il est nommé ministre de l'Économie maritime,.
A l'occasion des élections législatives et régionales du 29 Avril 2024, il est à nouveau réélu dans la circonscription éléctorale du Haho.
Le 20 août 2024, il est nommé ministre à la Présidence de la République. 

### Associations professionnelles
Edem Tengue appartient à l'ordre des experts en comptabilité de management du Royaume Uni(CIMA (en); membre associé), à l'ordre des experts comptables d'Australie (CPA Australia (en))et à l'institut de leadership et de management du Royaume Uni.

## Positions
Comme économiste, Edem Tengue a travaillé sur les questions de dettes souveraines des pays africains, des travaux sanctionnés par un mémoire à l'université de Birmingham et une thèse de doctorat soutenue à l'université de Lomé sur le thème des déterminants et de la soutenabilité de la dette publique. Il affirme notamment que les programmes d'effacement ne sont pas très efficace s'ils ne s'attaquent pas aux déterminants de l'endettement comme la démographie, les importations et les exportations. Il soutient que c'est en réduisant la démographie et les importations et en augmentant les exportations en valeur que l'on peut renverser durablement la tendance à l'accumulation de la dette des pays africains. Il soutient également que les États du sud qui ont une façade littorale devrait par l'aménagement et la mise en valeur durable de cette façade (activités portuaires, activités touristiques) créer une vitrine de prospérité qui devrait faire rejaillir cette prospérité sur leur arrière pays.
Sur le plan politique dans ses mémoires à Institut d'études politiques de Paris, il affirme que le lien entre la démocratie et le développement ne peut être clairement établit contrairement aux promesses du Discours de La Baule. Il soutient qu'il vaut mieux bâtir les fondamentaux démocratiques à travers la construction d'un État de droit et les libertés économiques
Celui qui fut le tout premier  ministre togolais de l'économie maritime et de la protection côtière considère que les acteurs du monde maritime sont en première ligne pour sauver la biodiversité. Il plaide pour une économie bleue qui serait un accélérateur de croissance durable. Son département ministériel a mis l'accent sur l'aquaculture et impose une période de repos biologique sous-régionale.

## Distinction
- 2017: Parmi les 20 Young Leaders de la French-African Foundation[4]
- 2018: Classement Choiseuil des leaders économiques de demain[4]
- 2022: Parmi les trente jeunes économistes les plus influents de l'Afrique subsaharienne de l'ICCE (Institute of Certified Chartered Economists)[17]
- Officier de l'ordre du Mono (2018)[18]